# Esara de Lucânia
Esara de Lucânia ou  Aresas de Lucânia (em grego: Αισάρα; século IV ou III a.C.) foi uma filósofa grega, que escreveu uma obra sobre a natureza humana, da qual um fragmento é preservado por Estobeu. O texto mostra uma teoria sobre a lei natural e a crença em uma natureza tripartida da alma humana.[carece de fontes?]